# Golful Drin
Golful Drin (în albaneză Gjiri i Drinit sau Pellgu i Drinit) este un bazin oceanic al Mării Adriatice din Marea Mediterană aflat pe coasta de nord a Albaniei. Aproape în formă de coasă, se întinde imediat din Delta Buna în nord, de-a lungul orașului port Shëngjin, până la Capul Rodon, în sud. Țărmul golfului este o combinație de mică adâncime de plaje de nisip, dune de nisip, capuri, zone umede de apă sărată și de apă dulce, estuare, păduri de pin și de coastă, stufărișuri și pajiști de coastă. 
Litoralul golfului are o lungime de aproximativ 60 de kilometri și este presărat de faleze și plaje de relief fluvial. Regiunea este drenată de numeroase râuri și a format un ecosistem și are o biodiversitate caracteristică. Este numit după râul Drin care străbate o zonă muntoasă spre coastă, cu toate acestea, râurile Ishëm și Mat se varsă în golf. În ceea ce privește peisajul plat, țărmul golfului este punctat cu zone umede și lagune extinse care se schimbă continuu ca dimensiune și formă. 

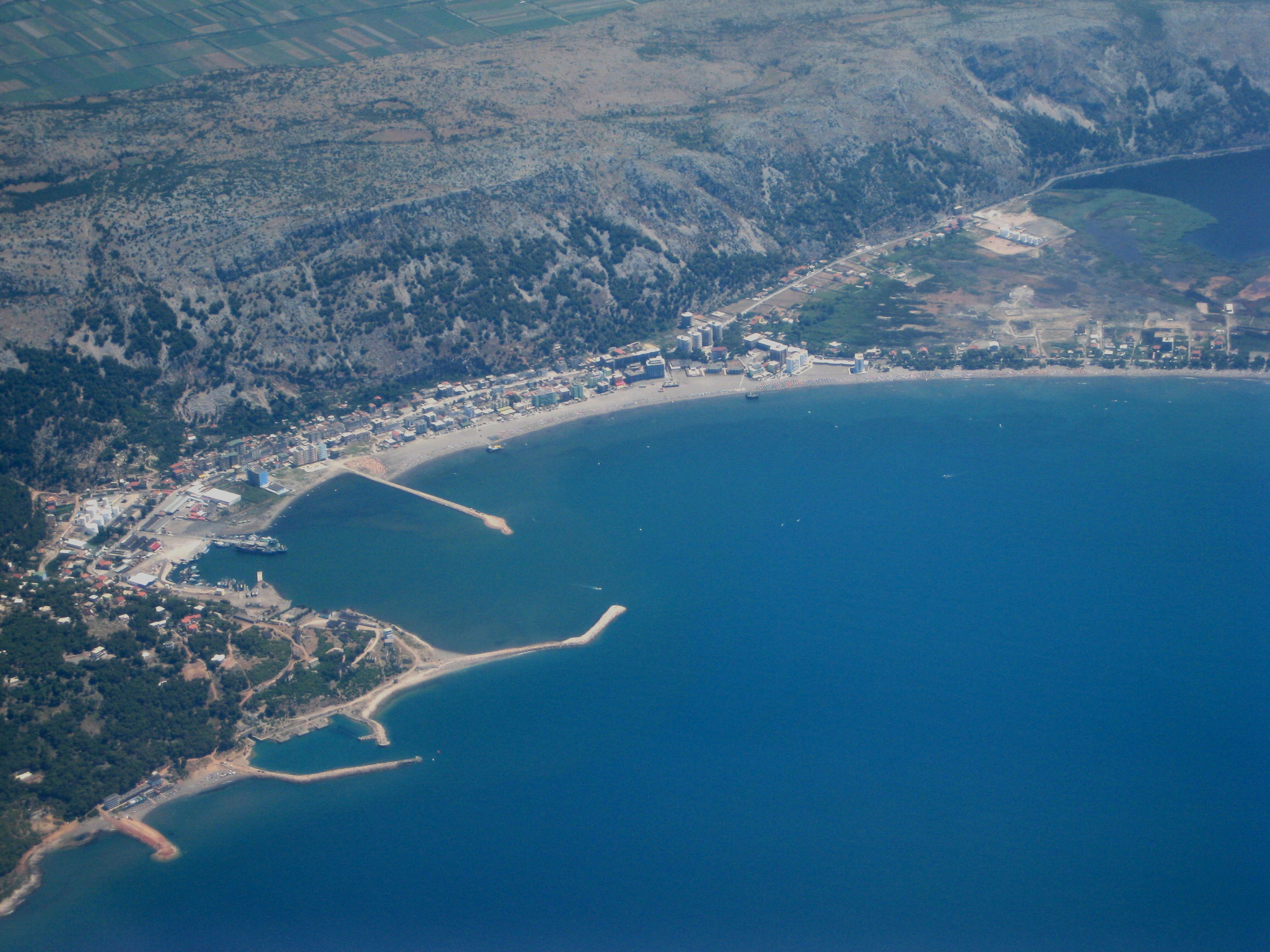
Orașul Shëngjin se află în Golful Drin

Biodiversitatea golfului este relativ ridicată și au fost stabilite mai multe zone protejate de-a lungul coastelor, printre care zona protejată Buna-Velipoja din nord, rezervația naturală Kune-Vain în centru și rezervația naturală Patoku-Fushë Kuqja în sud. De asemenea, este clasificată ca zonă importantă pentru păsări și plante, deoarece în golf trăiesc numeroase specii de păsări și plante. Regiunea se află în principal în zona de acumulare a râului Drin, care este recunoscut oficial ca o zonă importantă de biodiversitate.
Golful este unul dintre cele mai importante locuri din Marea Adriatică pentru țestoasele marine. Pe plajele sale cuibăresc și se hrănesc 2 specii importante pe cale de dispariție de broaște țestoase, inclusiv țestoasa verde mare (Chelonia mydas)  și broasca țestoasă Caretta caretta. În afară de celebrele țestoase de mare pe cale de dispariție, care se găsesc în aproape toate coastele, acesta găzduiește balene, cum ar fi balena lui Cuvier (Ziphius cavirostris) și delfini ca de exemplu delfinul dungat (Stenella coeruleoalba), delfinul lui Risso (Grampus griseus) și delfinul obișnuit (Tursiops truncatus).